# سعد عبدالله سالم الصباح
سعد عبدالله سالم الصباح (به عربی: سعد العبد الله السالم الصباح) (۱۹۳۰ – ۱۳ مه ۲۰۰۸) چهارمین امیر کشور کویت بود.